# 凹叶木兰
凹叶木兰（学名：Magnolia sargentiana）为木兰科木兰属的植物，是中国的特有植物。分布在中国大陆的四川、云南等地，生长于海拔1,400米至3,000米的地区，一般生长在潮湿的阔叶林中，目前尚未由人工引种栽培。

## 别名
姜朴、应春花、厚皮（四川）